# 荒川村 (青森県)
荒川村（あらかわむら）は、かつて青森県にあった村。

## 地理
- 河川：荒川
- 山岳：逆川岳、南股山、田茂萢岳、石倉岳

## 沿革
- 1889年（明治22年）4月1日 - 町村制施行により東津軽郡荒川村、八ツ役村、上野村、野木村、大別内村、金浜村の6ヵ村が合併して、荒川村が発足する。
- 1955年（昭和30年）1月15日 - 昭和の大合併で青森市に編入されて、自治体の荒川村が消滅する。

## 歴代村長
| 代 | 氏名       | 就任日                     | 退任日                     | 備考                  |
| -- | ---------- | -------------------------- | -------------------------- | --------------------- |
| 1  | 白鳥策太郎 | 1889年（明治22年）6月1日   | 1893年（明治26年）3月30日  | 1期目。               |
| 2  | 櫻田儀三郎 | 1893年（明治26年）4月15日  | 1895年（明治28年）12月21日 |                       |
| 3  | 白鳥鴻幹   | 1896年（明治29年）1月5日   | 1899年（明治32年）5月24日  | 白鳥鴻彰1期目。       |
| 4  | 櫻田文吉   | 1899年（明治32年）6月7日   | 1903年（明治36年）6月7日   | 1期目。               |
| 5  | 白鳥鴻彰   | 1903年（明治36年）4月22日  | 1907年（明治40年）6月2日   | 2期目。               |
| 6  | 白鳥策太郎 | 1908年（明治41年）1月19日  | 1912年（明治45年）1月18日  | 2期目。               |
| 7  | 白鳥鴻彰   | 1912年（明治45年）2月24日  | 1915年（大正4年）4月11日   | 3期目。在任中に病没。 |
| 8  | 櫻田文吉   | 1916年（大正5年）2月10日   | 1920年（大正9年）2月9日    | 2期目。               |
| 9  | 田邊憲一   | 1920年（大正9年）2月10日   | 1923年（大正12年）8月21日  | 1期目。               |
| 10 | 田邊稲太郎 | 1923年（大正12年）10月16日 | 1927年（昭和2年）10月15日  |                       |
| 11 | 白鳥芳三   | 1927年（昭和2年）10月16日  | 1931年（昭和6年）10月15日  |                       |
| 12 | 成田與市   | 1931年（昭和6年）11月8日   | 1932年（昭和7年）3月4日    |                       |
| 13 | 田邊憲一   | 1932年（昭和7年）3月5日    | 1936年（昭和11年）3月4日   | 2期目。               |
| 14 | 田邊 操    | 1936年（昭和11年）5月27日  | 1940年（昭和15年）5月26日  |                       |
| 15 | 白鳥甚吉   | 1940年（昭和15年）5月27日  | 1944年（昭和19年）4月30日  |                       |
| 16 | 白鳥穆郎   | 1944年（昭和19年）5月29日  | 1946年（昭和21年）11月25日 | 公職追放              |
| 17 | 白鳥大八   | 1946年（昭和21年）4月7日   |                            |                       |

## 公共施設等
青森市との合併時点
- 青森刑務所
- 荒川郵便局
- 荒川中学校
- 荒川小学校
- 金浜小学校

## 名所･観光スポット
- 酸ヶ湯温泉